# Baratti-Milano
La Baratti-Milano è stata una squadra maschile italiana di ciclismo su strada, attiva nel professionismo nel 1961. I principali successi ottenuti furono la Kuurne-Bruxelles-Kuurne, con Fred De Bruyne, la Freccia Vallone, la Tre Valli Varesine, la Milano-Vignola, con Willy Vannitsen e il Giro del Piemonte con Angelo Conterno. 

## Cronistoria

### Annuario
| Anno | Codice | Nome           | Cat. | Biciclette | Dirigenza                                                             |
| ---- | ------ | -------------- | ---- | ---------- | --------------------------------------------------------------------- |
| 1961 | -      | Baratti-Milano | Pro  |            | Dir. sportivi: Giuseppe Favero, Henri Van Kerckhove, Giancarlo Astrua |

## Palmarès

### Grandi Giri
- Giro d'Italia

Partecipazioni: 1 (1961) 
Vittorie di tappa:0
Vittorie finali: 0
Altre classifiche: 0
- Tour de France

Partecipazioni: 0
- Vuelta a España

Partecipazioni: 0

## Organico

### Rosa 1961
|  | Naz.                |  | Sportivo             |  |  |  |
|  | ------------------- |  | -------------------- |  |  |  |
|  | Italia (bandiera)   |  | Stefano Bagnasco     |  |  |  |
|  | Italia (bandiera)   |  | Luigi Baretta        |  |  |  |
|  | Italia (bandiera)   |  | Sergio Braga         |  |  |  |
|  | Italia (bandiera)   |  | Catullo Ciacci       |  |  |  |
|  | Italia (bandiera)   |  | Rino Ciacci          |  |  |  |
|  | Italia (bandiera)   |  | Angelo Conterno      |  |  |  |
|  | Belgio (bandiera)   |  | Fred De Bruyne       |  |  |  |
|  | Belgio (bandiera)   |  | Roger De Coninck     |  |  |  |
|  | Belgio (bandiera)   |  | Germain Derycke      |  |  |  |
|  | Belgio (bandiera)   |  | Richard Everaerts    |  |  |  |
|  | Italia (bandiera)   |  | Ernesto Minetto      |  |  |  |
|  | Svizzera (bandiera) |  | Attilio Moresi       |  |  |  |
|  | Italia (bandiera)   |  | Ezio Pizzoglio       |  |  |  |
|  | Belgio (bandiera)   |  | Martin Van Geneugden |  |  |  |
|  | Belgio (bandiera)   |  | Florent Van Pollaert |  |  |  |
|  | Belgio (bandiera)   |  | Willy Vannitsen      |  |  |  |